# Bni Bataou
Bni Bataou (àrab بني بتاو) és una comuna rural de la província de Khouribga de la regió de Béni Mellal-Khénifra. Segons el cens de 2014 tenia una població total de 5.113 persones.